# Ђорђе Радак
Ђорђе Радак (Вршац, 31. јул 1956) српски је oпшти и васкуларни хирург и универзитетски професор. Редовни је професор хирургије на Медицинском факултету Универзитета у Београду; Директор Клинике за хирургију Еуромедик у Београду; Шеф катедре за васкуларну хирургију са ангиологијом на Медицинском факултету у Београду у периоду  од 2003. до 2019. године. Редовни је члан Одељења медицинских наука Српске академије наука и уметности од 2015.

## Биографија
Рођен је у Вршцу, 31. јун 1956. Завршио је Медицински факултет у Београду. Усавршавао се као млади хирург, добитник стипендије Немачке владе (DAAD), код чувеног проф. Jörg-Friedrich Vollmar.
Специјализацију из опште хирургије (1986), као и ужу специјализацију из васкуларне хирургије (2002) завршио је са одликом. Магистрирао је и докторирао на експерименталној атерогенези. Прошао је успешно кроз сва наставна звања, од демонстратора анатомије до редовног професора хирургије.
Стечена професионална знања је уградио у развој Института за кардиоваскуларне болести Дедиње, где је окупио и мотивисао групу младих хирурга са научним амбицијама. Годишње је изводио око 600 васкуларних операција, а тим који је формирао годишње уради око 2.000 артеријских реконструкција и око 300 ендоваскуларних интервенција, са резултатима на нивоу великих светских центара.
Највеће интересовање стручне јавности изазвао увођењем следећих хируршких процедура:
- Еверзионе ендартеректомије каротидних артерија (1993), као револуционарно нове методе, пролазећи кроз фазу раног скептицизма до потпуног прихватања и највеће серије операција у Европи (преко 15.000).
- Увео је нове методе у области реконструкција супрааорталних грана и вертебралне артерије и развио нове приступе у хирургији анеуризматске болести аорте, учествовао је у првим трансплантацијама јетре и панкреаса.
- Покренуо је модерну ендоваскуларну хирургију: уградња стент-графта због анеуризме торакалне аорте, (2004. године) и прве “хибрид“ процедуре у лечењу мултиплих лезија супрааорталних и периферних артерија (2013. године) применом ендоваскуларне у кoмбинацији са отвореном васкуларном хирургијом.
- Дизајнирао је и увео у свакодневну употребу Базу података за проспективно праћење резултата лечења.
Проф. Др Ђорђе Радак је био је ментор за преко 30 магистеријума, докторских дисертација и радова уже специјализације. Практично је обучио више од 60 васкуларних хирурга из земље и иностранства.
За дописног члана САНУ изабран је 5. новембрa 2009, а за редовног 2015.
Стручни је рецезент  у Journal of Vascular Surgery, Angiology и другим часописима са високим професионалним фактором утицаја.
Председник је Комисије за циклусе предавања САНУ, члан је Одбора за кардиоваскуларну патологију, Одбора за хуману репродукцију, Одбора за туморе урогениталног тракта, Међуодељењског одбора за проучавање живота и рада српских научника, Српског лекарског друштва, Удружења за васкуларну медицину Србије, Удружења кардиоваскуларних хирурга Србије, Међународне уније ангиолога, Европског удружења васкуларних и ендоваскуларних хирурга, Међународног друштва за васкуларну хирургију, Групе за васкуларна и ендоваскуларна истраживања и Међународног друштва за трансплантологију. Добитник је годишње награде за научни рад Српског лекарског друштва, награде за најбољи рад конгреса Светске федерације васкуларних друштава, медаље „Капетан Миша Анастасијевић” и медаље „Владан Ђорђевић”.
Добитник је Медаље "Др Владан Ђорђевић" за доприносе у развоју српске хирургије 2010.

## Научни рад
Публиковао је више од 940 радова. База Scopus приказује више од 200 у целини публикованих  радова. Објавио је 105 поглавља у међународним књигама и домаћим монографијама. Уредник је у 8 књига. Једини је аутор 3 књиге које су специјализанти хирургије прихватали као "букваре" хируршке технике:
"Хируршки приступи артеријама",
"Реваскуларизација мозга" и
"Каротидна хирургија".
У бази података Science Citation Index Expanded  и Web of Science прикаѕује више од 2,000 цитата Др. Ђорђа Радака (уз 1307 "on behalf" цитата), а у бази Scopus преко 950 цитата. Хиршов индекс (h–index) је 17.
Публиковао је иновативне научне радове покушавајући да резултате добре хирургије оплемени базичним истраживањима, да превенира компликације и приближи се третирању геномских, протеомских и метаболичких узрока атеросклерозе и анеуризматске болести.
Био је члан управног борда у European Society for Vascular and Endovascular Surgery, до 2006. и International Union of Angiology (IUA), од 2002.
Председник Секције за ангиологију и васкуларну хирургију Српског лекарског друштва је био од 2002. Редовни је члан Академије медицинских наука СЛД и члан Научног већа Академије.  Актуелни је председник Удружења за васкуларну медицину Србије.